# 卡雷尔·朗
卡雷尔·朗（捷克語：Karel Lang，1958年6月9日—），捷克男子冰球运动员，场上位置是守门员。他曾代表捷克斯洛伐克国家队参加1980年冬季奥林匹克运动会冰球比赛，获得第五名。